# Wessel Kuhn
Wessel Kuhn, né le 16 septembre 2006 à Helmond aux Pays-Bas, est un footballeur néerlandais qui évolue au poste de défenseur central au PSV Eindhoven.

## Biographie

### Carrière en club
Kuhn rejoint l'académie du PSV Eindhoven en 2013, et signe un premier contrat professionnel à 15 ans en juin 2022. Il fait ses débuts en compétition officielle avec l'équipe réserve, en deuxième division néerlandaise, le 28 août 2023 lors d'une victoire 2 à 1 face au Helmond Sport, club de sa ville natale.
Le 21 janvier 2025, il fait ses débuts en équipe première et en Ligue des champions, en entrant en jeu au cours de la seconde période d'une victoire 3 à 2 sur le terrain de l'Étoile rouge de Belgrade.

### Carrière internationale
Kuhn représente les Pays-Bas sur la scène internationale, ayant évolué jusqu'aux moins de 19 ans.

## Palmarès
PSV Eindhoven
- Championnat des Pays-Bas :
  - Champion en 2024-2025